# Нур ибн Муджахид
Нур ибн Муджахид ибн Али ибн Абдуллах аль-Духи Суха (сомал. Nuur ibn Muujahiid, араб. نور بن مجاهد‎, в переводе — утренняя звезда), ум. 1567) — эмир Харара (Адаля), государства в Восточной Африке на территории нынешних юго-восточной Эфиопии и Сомали.
Нур ибн Муджахид был выходцем из сомалийского племени дарод. Женившись на Бати дел Вамбара, вдове эмира Адаля Ахмеда ибн Ибрагима аль-Гази, он занимает место эмира Ахмеда во главе мусульманских кочевых племён района Африканского Рога в их борьбе с христианской Эфиопией. Будучи благочестивым мусульманином, Нур ибн Муджахид, став эмиром Харара в 1550 году, получает прозвище Сахиб аль-Фат ат-Тани, то есть Повелитель второго похода.
В 1543 году, после гибели султана Адала, Ахмеда ибн Ибрагима аль-Гази, его мусульманские отряды в беспорядке отступили из внутренних районов Эфиопии к Харару. Нур ибн Муджахид, сын сестры Ахмеда ибн Ибрагима, женился на его вдове, и в 1550—1551 годах провозглашается эмиром. В последующие два года он восстанавливает своё войско и возводит вокруг Харара крепостной вал. В 1554—1555 годах Нур ибн Муджахид провозглашает священную войну (джихад) против Эфиопии и вторгается в её восточные провинции Бале и Хадия. В 1559 году он захватывает Фатагар, где в сражении убивает эфиопского императора Клавдия. Военные действия, развязанные Нур ибн Муджахидом, продолжались около 12 лет, после чего он возвратился в Харар.
Во время длительного отсутствия Нур ибн Муджахида вместе с его войском сам Харар неоднократно подвергался нападениям различных врагов и в конце концов был разрушен отрядами народа оромо. После возвращения эмир начинает восстановление разрушенных городских валов. В 1567 оромо предприняли новое нападение на Харар. В ответ на это Нур ибн Муджахид выезжает из города в трёхмесячных карательный поход против кочевников. После возвращения оказывается, что в Хараре разразилась эпидемия тифа. Эмир и сам заболевает этой болезнью, и в том же году от неё умирает.
Согласно известиям, оставленным его современниками, эмир Нур ибн Муджахид был человеком благородной осанки, справедливым, строгим и принципиальным. В годы своего пребывания в Хараре он проявил себя правителем, заботившимся о защите и благосостоянии города. Могила его на городском холме стала местом паломничества верующих-мусульман.